# Saša Čađo
Saša Čađo (Саша Чађо), srbska košarkarica, * 13. julij 1989, Sarajevo.
Trenutno na klubskem nivoju igra za İstanbul Üniversitesi SK v Turški Ligi, poleg tega pa je stalna članica Srbske ženske reprezentance.

## Reprezentančna kariera
Za Srbijo je nastopila na EuroBasketu 2015 v Budimpešti, kjer je srbska ekipa osvojila prvo mesto in se s tem prvič v zgodovini uvrstila na Poletne olimpijske igre 2016.

## Odlikovanja
- Medalja za zasluge za ljudstvo (Republika Srpska)